# Jurklošter
Jurklošter – wieś w Słowenii, w gminie Laško. W 2018 roku liczyła 70 mieszkańców.